# Orbilia eucalypti
Orbilia eucalypti (W. Phillips & Harkn.) Sacc. – gatunek grzybów workowych z klasy Orbiliomycetes.

## Systematyka i nazewnictwo
Pozycja w klasyfikacji według Index Fungorum: Orbiliaceae, Orbiliales, Orbiliomycetidae, Orbiliomycetes, Pezizomycotina, Ascomycota, Fungi.
Po raz pierwszy opisali go w 1884 r. William Phillips i Harvey Wilson Harness, nadając mu nazwę Calloria eucalypti. W 1889 r. Pier Andrea Saccardo przeniósł go do rodzaju Orbilia.

## Morfologia
Teleomorfa
Tworzy owocniki typu apotecjum o średnicy (0,18–)0,2– 0,6(–1,8) mm i wysokości (0,08–)0,1–0,23(–0,29) mm, galaretowate, o barwie jasnopomarańczowej do intensywnie pomarańczowej, żółtej, różowawej, liliowej, średnio lub silnie przeźroczyste, okrągłe, rzadko silnie pofałdowane. Powstają przeważnie w małych i dużych grupach, są lekko lub średnio wklęsłe lub płaskie, rzadko lekko wypukłe, mają wyraźny, gładki, cienki lub często dość gruby i wyraźnie uniesiony brzeg wystający 0–10 µm. Przeważnie są szeroko siedzące, rzadko na stożkowym lub cylindrycznym trzonku 0,025–0,2 × 0,1–0,4 mm, tworzą się na powierzchni podłoża, czasami wyłaniają się w pęczkach z pęknięć kory. Po wyschnięciu są płytko miseczkowate, o barwie silnie pomarańczowo-morelowej do pomarańczowoczerwonej lub krwistoczerwonej, także żółtopomarańczowej, kremowo-ochrowej, pomarańczowo-różowej lub łososiowo-różowej.
Worki średnio 40– 60 × 3,8–4,8 μm, 8-zarodnikowe, zarodniki ułożone ukośnie jednorzędowo, dolne zarodniki odwrotnie zorientowane, bardzo często mieszane, czasami odwrócone zarodniki wierzchołkowe. Wierzchołek worków średnio lub silnie ścięty, albo wyraźnie wcięty, czasami bocznie lekko napęczniały, podstawa krótka lub średnio długa, dość gruba, trzon tylko lekko wygięty w kształcie litery Y, L, h lub H. Askospory średnio 3,5–4,5 μm × 1,8-2,5 × 1,7-2,5, elipsoidalne do wrzecionowatych, rzadko wąsko elipsoidalne do prawie cylindrycznych, wierzchołek zaokrąglony do często rozwartego, podstawa nie lub często nieznacznie (rzadko silnie) osłabiona, rzadko lekko zakrzywiona, wyjątkowo rzadko lub przeważnie jajowata do półkulistej. Zwykle są bez przegrody, rzadko z jedną przegrodą. Wstawki o wierzchołkach średnio do mocno (rzadko bardzo mocno) maczugowato- główkowatych, rzadko asymetryczne. Subhymenium i dolna część hymenium o barwie od bladej do jasnożółto- pomarańczowej, czasem różowej lub szklista. Wypustki wewnętrzne szkliste do bladopomarańczowych lub czasami różowe, o grubości 20–50(–80) µm.
Anamorfa
Podobna do gatunków z rodzaju Dicranidion. Konidiofory (6–)10– 33(–60) × 2–3,5(–4) μm (0–)1–3-przegrodowe, rozgałęzione lub nierozgałęzione, również zredukowane, czasami tworzące synnemy. Komórki konidiotwórcze monoblastyczne lub sympodialne, z bocznymi kołkami, 5–10 × 1,9–2,3(–5) um. Konidia przeważnie dwuramienne, ramiona równoległe, rzadko nieznacznie zbieżne lub silnie rozbieżne, o średnich wymiarach 8–14,5 × 5,5–6,7 μm, podstawa stożkowa, wyjątkowo z krótkim trzonem bez przegrody, komórka podstawna często z małą guzkowatą blizną, każde ramię ograniczone przegrodą.

## Występowanie i siedlisko
Znane jest jej występowanie Orbilia eucalypti w Ameryce Północnej i Południowej, w Europie, w Australii i Azji. Brak go w wydanym w 2006 r. wykazie wielkoowocnikowych grzybów workowych Polski, ale jego stanowiska podano w późniejszych latach. W Europie jego zasięg pionowy wynosi 1–1640 m n.p.m.
Grzyb nadrzewny, saprotrof występujący na korze lub drewnie wielu gatunków drzew liściastych i iglastych. Zasiedla pnie, gałęzie, a nawet drobne gałązki o grubości 4–6 mm, rzadko występuje także na galasach, szyszkach, łuskach pąków, tkaninach, roślinach zielnych lub lekko zdrewniałych łodygach. Podano jego występowanie także na owocnikach grzybów: Colpoma quercinum, Diatrype sp., Fomitopsis betulina, Peniophora quercina, Schizopora paradoxa, Xanthoporia nodulosa. Grzyb wieloletni, rozwija się przez cały rok.